# Phallusia mammillata
La piña de mar (Phallusia mammillata) es una especie de tunicado de la familia Ascidiidae. Es propia del océano Atlántico, el mar del Norte y el mar Mediterráneo, encontrándose principalmente sobre piedras en fondos arcillosos y arenosos a profundidades de hasta 180 m.